# Ricardo Rivera
Ricardo Emmanuel Rivera de León (San Juan, 17 aprile 1997) è un calciatore portoricano, attaccante del Miami FC e della nazionale portoricana.

## Carriera

### Club
Dopo gli inizi nelle giovanili di Atlético de San Juan e Racing Algemesí CF, dal 2018 al 2021 gioca nel Vilamarxant, nella quarta divisione spagnola. Nel 2021 si trasferisce all'Union Omaha, militante nell'USL League One, terza divisione del campionato statunitense.

### Nazionale
Ha giocato nella nazionale portoricana Under-17.
Il 28 agosto 2016 ha esordito con la nazionale portoricana, disputando l'amichevole persa per 5-0 contro la Rep. Dominicana. Il 28 marzo 2021 ha realizzato la sua prima rete in nazionale, nell'incontro pareggiato per 1-1 contro Trinidad e Tobago, valido per le qualificazioni al campionato mondiale di calcio 2022.

## Statistiche

### Cronologia presenze e reti in nazionale
| Cronologia completa delle presenze e delle reti in nazionale ― Porto Rico | Cronologia completa delle presenze e delle reti in nazionale ― Porto Rico | Cronologia completa delle presenze e delle reti in nazionale ― Porto Rico | Cronologia completa delle presenze e delle reti in nazionale ― Porto Rico | Cronologia completa delle presenze e delle reti in nazionale ― Porto Rico | Cronologia completa delle presenze e delle reti in nazionale ― Porto Rico | Cronologia completa delle presenze e delle reti in nazionale ― Porto Rico | Cronologia completa delle presenze e delle reti in nazionale ― Porto Rico |
| Data                                                                      | Città                                                                     | In casa                                                                   | Risultato                                                                 | Ospiti                                                                    | Competizione                                                              | Reti                                                                      | Note                                                                      |
| ------------------------------------------------------------------------- | ------------------------------------------------------------------------- | ------------------------------------------------------------------------- | ------------------------------------------------------------------------- | ------------------------------------------------------------------------- | ------------------------------------------------------------------------- | ------------------------------------------------------------------------- | ------------------------------------------------------------------------- |
| 28-8-2016                                                                 | San Cristóbal                                                             | Rep. Dominicana                                                           | 5 – 0                                                                     | Porto Rico                                                                | Amichevole                                                                | -                                                                         | 67’                                                                       |
| 31-8-2016                                                                 | Bayamón                                                                   | Porto Rico                                                                | 0 – 1                                                                     | Rep. Dominicana                                                           | Amichevole                                                                | -                                                                         | 85’                                                                       |
| 10-9-2018                                                                 | Basseterre                                                                | Saint Kitts e Nevis                                                       | 1 – 0                                                                     | Porto Rico                                                                | CONCACAF Nations League 2019-2020 - Qualificazioni                        | -                                                                         | 81’                                                                       |
| 17-11-2018                                                                | Belmopan                                                                  | Belize                                                                    | 1 – 0                                                                     | Porto Rico                                                                | CONCACAF Nations League 2019-2020 - Qualificazioni                        | -                                                                         | 62’                                                                       |
| 24-3-2019                                                                 | Bayamón                                                                   | Porto Rico                                                                | 0 – 2                                                                     | Grenada                                                                   | CONCACAF Nations League 2019-2020 - Qualificazioni                        | -                                                                         | 77’                                                                       |
| 6-9-2019                                                                  | Tegucigalpa                                                               | Honduras                                                                  | 4 – 0                                                                     | Porto Rico                                                                | Amichevole                                                                | -                                                                         |                                                                           |
| 11-9-2019                                                                 | Mayagüez                                                                  | Porto Rico                                                                | 0 – 5                                                                     | Guatemala                                                                 | CONCACAF Nations League 2019-2020 - Fase a gironi                         | -                                                                         | 75’                                                                       |
| 17-11-2019                                                                | Città del Guatemala                                                       | Guatemala                                                                 | 5 – 0                                                                     | Porto Rico                                                                | CONCACAF Nations League 2019-2020 - Fase a gironi                         | -                                                                         |                                                                           |
| 19-11-2019                                                                | Bayamón                                                                   | Porto Rico                                                                | 3 – 0                                                                     | Anguilla                                                                  | CONCACAF Nations League 2019-2020 - Fase a gironi                         | -                                                                         | 69’                                                                       |
| 24-3-2021                                                                 | San Cristóbal                                                             | Saint Kitts e Nevis                                                       | 1 – 0                                                                     | Porto Rico                                                                | Qual. Mondiali 2022                                                       | -                                                                         |                                                                           |
| 28-3-2021                                                                 | Mayagüez                                                                  | Porto Rico                                                                | 1 – 1                                                                     | Trinidad e Tobago                                                         | Qual. Mondiali 2022                                                       | 1                                                                         | 63’ 79’                                                                   |
| 3-6-2021                                                                  | Mayagüez                                                                  | Porto Rico                                                                | 7 – 0                                                                     | Bahamas                                                                   | Qual. Mondiali 2022                                                       | 2                                                                         | 64’                                                                       |
| 8-6-2021                                                                  | Basseterre                                                                | Guyana                                                                    | 0 – 2                                                                     | Porto Rico                                                                | Qual. Mondiali 2022                                                       | 1                                                                         | 64’                                                                       |
| 10-6-2022                                                                 | George Town                                                               | Isole Cayman                                                              | 0 – 3                                                                     | Porto Rico                                                                | CONCACAF Nations League 2022-2023 - Fase a gironi                         | -                                                                         | 66’                                                                       |
| 13-6-2022                                                                 | Mayagüez                                                                  | Porto Rico                                                                | 6 – 0                                                                     | Isole Vergini Britanniche                                                 | CONCACAF Nations League 2022-2023 - Fase a gironi                         | 4                                                                         | 61’                                                                       |
| 23-3-2023                                                                 | Tortola                                                                   | Isole Vergini Britanniche                                                 | 1 – 3                                                                     | Porto Rico                                                                | CONCACAF Nations League 2022-2023 - Fase a gironi                         | -                                                                         | 87’                                                                       |
| 27-3-2023                                                                 | Bayamón                                                                   | Porto Rico                                                                | 5 – 1                                                                     | Isole Cayman                                                              | CONCACAF Nations League 2022-2023 - Fase a gironi                         | 2                                                                         |                                                                           |
| 18-6-2023                                                                 | Fort Lauderdale                                                           | Suriname                                                                  | 0 – 0 (3 - 4 dtr)                                                         | Porto Rico                                                                | Qual. Gold Cup 2023                                                       | -                                                                         |                                                                           |
| 21-6-2023                                                                 | Fort Lauderdale                                                           | Martinica                                                                 | 2 – 0                                                                     | Porto Rico                                                                | Qual. Gold Cup 2023                                                       | -                                                                         | 56’                                                                       |
| 10-9-2023                                                                 | Nassau                                                                    | Bahamas                                                                   | 1 – 6                                                                     | Porto Rico                                                                | CONCACAF Nations League 2023-2024 - 1º Turno                              | 1                                                                         |                                                                           |
| 13-9-2023                                                                 | Bayamón                                                                   | Porto Rico                                                                | 5 – 0                                                                     | Antigua e Barbuda                                                         | CONCACAF Nations League 2023-2024 - 1º Turno                              | 2                                                                         |                                                                           |
| Totale                                                                    |                                                                           | Presenze                                                                  | 21                                                                        |                                                                           | Reti                                                                      | 13                                                                        |                                                                           |

## Palmarès

### Competizioni nazionali
- USL League One: 1

Union Omaha: 2021